# 校花的貼身高手
《校花的貼身高手》（英語：School Beauty's Personal Bodyguard or  Mr. Bodyguard），共四季，又名《旋風保鑣》是2015-16年熱門網路偶像劇，第一季為兩岸合拍，本劇改編自中國作家魚人二代的網絡小說《校花的貼身高手》，第一季由李宗霖、徐開騁、SpeXial-偉晉、曹曦月、向以丞、A'N'D-Sunnee、邵雨薇領銜主演。於2014年11月開拍，2015年3月殺青，2015年8月10日在愛奇藝網上首播。第二至四季連拍，演員除飾演男主角林逸的李宗霖外，其他皆為全新陣容，於2016年3月19日開拍，6月杀青。

## 首播平台
| 頻道        | 所在地                            | 播映日期       | 播出時間                         |
| ----------- | --------------------------------- | -------------- | -------------------------------- |
| 愛奇藝      | 中国                              | 2015年8月10日  | 每周一至五12:00更新一集 (第一季) |
| GEM TV ASIA | 香港， 泰國 · 印度尼西亞， 柬埔寨 | 2015年11月27日 | 每周一至五20:00 (第一季)         |
| 愛奇藝      | 中国                              | 2016年8月1日   | 每周一至四12:00更新一集 (第二季) |
| 愛奇藝      | 中国                              | 2016年8月22日  | 每周一至四12:00更新一集 (第三季) |
| 愛奇藝      | 中国                              | 2016年9月12日  | 每周一至四12:00更新一集 (第四季) |
| TV2         | 马来西亚                          | 2020年8月5日   | 每周一至五17:00 (第一季)         |

## 演員列表

### 第一季

#### 主要演員
| 演員                        | 角色          | 介紹 | 登場集數                | 武功等级                         |
| 李宗霖 (配音：SpeXial-子閎) | 林逸 （鷹）   | 顏值擔當。全能歐巴，個性好色，被夢瑤跟雨舒冠上大變態之名，後來被稱做肉盾哥 | 全劇                    | 黄阶→玄阶 → （中間因救人而掉階） |
| 徐開騁                      | 司徒煚        | 智商擔當。男友力MAX。松大四大惡少之大少。馮笑笑的男朋友。在劇終時為了馮笑笑去找火靈聖果。 | 3,7,8,12-14,16,17,19-23 | 黄阶                             |
| SpeXial-偉晉                | 韓濱 （小琥） | 力量擔當。邪惡與善良齊頭並進。因為父親的實驗，成了變種人七號。變成變種人後失控殺了自己的母親，也毀了赤峰高中，變種後殺害司徒煚的妹妹。在學校常常同學欺負。劇終時被林逸斷絕經脈，藉由泡藥酒逐漸復原，並期望能改善體質。                 | 2-3,7-8,11-24           | 地阶→经脉全断                    |
| 曹曦月                      | 楚夢瑤        | 美貌擔當。傲嬌小公主。松大校花之一兼學生會會長。楚鵬展之千金，喜歡跟雨舒惡整保鏢，是保鏢界的黑名單，喜歡林逸。 | 1-7,9-16,18-20          |                                  |
| 向以丞                      | 陳雨舒        | 呆萌擔當。楚夢瑤之閨密。松大校花之一，一直搓合林逸和楚夢瑤 | 1-7,9-16,19-20          |                                  |
| Sunnee                      | 馮笑笑        | 腹黑擔當。一笑寒千尺。松大四大惡少之第四少及松大校花之一。司徒煚的女朋友。神秘調查局局長之女，因身懷陰寒之氣無法引導導致其只能活到20歲的短命校花，也因為短命，為人卻敢做敢為，笑望塵世。常說的一句話：馮笑笑兮易水寒，壯士一去兮不復返 | 3,7,8,12-14,16-17,19-24 |                                  |
| 邵雨薇                      | 唐韻          | 松山大學平民校花，喜歡林逸 | 8-11,15-16              |                                  |

#### 其他演員
| 演員         | 角色                       | 介紹                                                                                                 | 登場集數                  | 武功等级 |
| 賴琳恩       | 宋凌珊                     | 松山市特警隊的副隊長，個性激動，不爽會摔東西，暗戀楊頭，誤會林逸跟楊頭是情侶                         | 3-6,9,14,20,23（聲音）    | 估計玄階 |
| 檢場         | 楚鵬展                     | 楚夢瑤的父親,鵬展集團董事長。第11集重傷,第17集假死                                                   | 1,4-5,9-11,15,17-18,21,23 |          |
| 李國超       | 李福                       | 綽號：福伯。楚鵬展的司機兼秘書，喜歡凌波舞，武功了得                                                 | 1-4-5,9-11,15-18,21,23    | 黄阶     |
| 衛子雲       | 林東方                     | 林逸的師叔也是養父，武功高強。                                                                       | 1-2,15,22-24              | 地阶以上 |
| 沈孟生       | 金古邦                     | 企圖奪下鵬展集團董事長的位置                                                                         | 9-10,14-15,17,21          |          |
| 孫士鈞       | 金冒生                     | 金古邦的兒子                                                                                         | 9-10,14-15,17             |          |
| 秦楊         | 李吡花 （李董） （花哥）   | 松山市的地下黑道，是兵少的手下，隱身給力浮雲酒吧。跟韓濱條件交換，韓濱的身體提供研究，會幫韓濱治療。 | 2,4,914-15,17-20,23-24    |          |
| 張復建       | 馮天龍                     | 馮笑笑之父親。神秘調查局局長。因妻子肖素素的體質病因，害怕女兒馮笑笑步上同樣的道路                   | 13-14,16,21-24            |          |
| 劉國劭       | 康小波                     | 林逸的跟班，非常膽小                                                                                 | 2-3,7-8,11-13,17-18,20-21 |          |
| 余俊賢(小炳) | 張容                       | 殺手。喜歡男扮女裝。百大殺手之一。死於爆炸。第19集歿                                                 | 4-5,9-10,18-19            |          |
| 余岱宗       | 小隊長                     | 松山特警隊的小隊長，經常成為宋凌珊的出氣包                                                           | 3-5,9-10,14,18,20         |          |
| 魏振宇       | 劉王力                     | 松山特警                                                                                             | 3-5,9-10,14,18,20         |          |
| 梁志瑋       | 張曉航                     | 松山特警                                                                                             | 3-4,9,20,23               |          |
| 陳為民       | 王哲峰                     | 松山第一大學的教務主任，李董的手下，又稱小峰峰主任，假面具撕下後的面貌唯一差別的就是多顆痣。         | 3,5,7,9,12-14,20-23       |          |
| 劉德章       | 鄒若明                     | 四大惡少的二少，喜歡唐韻，後來追求不成，曾企圖害他，害怕林逸                                         | 8,11-12,15-16             |          |
| 李銓         | 鍾品亮                     | 四大惡少的三少，喜歡夢瑤，喜歡用半調子的英文                                                         | 2-3,7-8,12-13,16,19-20    |          |
| 楊震震       | 高小福                     | 鍾品亮的手下。身材較胖，講話口吃                                                                     | 2-3,7-8,12-13,16,19       |          |
| 胡桓瑋       | 張乃炮                     | 鍾品亮的手下。                                                                                       | 2-3,7-8,12-13,16,19       |          |
| 潘慧如       | 焦牙子                     | 被林逸稱作腳丫子。林逸的玉珮精靈，武功傳給林逸後會變成老婆婆，要睡上三天三夜恢復體力                 | 5-8,10,13,17,21,24        |          |
| 安鈞璨       | 李妖                       | 給力浮雲酒吧的台柱。李董的手下。                                                                     | 14-15,17-20,23-24         | 黄阶     |
| 王盛弘       | 謝廣波                     | 楚鵬展公司首席律師。因其子謝金彪之故，不得已之下違背良心去對付楚鵬展                                 |                           |          |
| 巫建和       | 謝金彪                     | 馮笑笑的朋友，謝廣波的兒子，因吸毒又加上賭博欠債的關係，被金家父子當作威脅謝廣波，扳倒楚鵬展的王牌。 | 15,24                     |          |
| 沈昶宏       | 小林逸                     | 小時候的林逸                                                                                         | 2                         |          |
| 婁淇         | 楊懷軍 （楊頭） （小毛利） | 外號:獵犬 松山市特警隊之隊長，林逸的隊友兼好友。死於爆炸。第19集歿                                   | 5-6,8-10,14,18-20         |          |
| 朱育宏       | 黑豹                       | 鍾品亮父親雇用的殺手                                                                                 | 16,18-19                  |          |
| 駱炫銘       | 小韓濱                     | 小時候的韓濱。                                                                                       | 12                        |          |
| 李穎         | 關馨                       | 護士。稱林逸正義哥                                                                                   | 4-6                       |          |
| 高麗虹       | 王玉潔                     | 唐韻的母親                                                                                           | 8-9,11,15                 |          |
| 馬世嬡       | 劉欣雯                     | 唐韻的朋友，在唐媽媽的攤子幫忙                                                                       | 8,10                      |          |
| 許振得       | 魯蛇                       | 鄒若明的手下，跟唐家攤子收保護費。                                                                   | 11,15                     |          |
| 錢俞安       | 魏嘉宏                     | | 13                        |          |
| 洪于晴       | 司徒靈                     | 司徒煚的妹妹，因韓濱的變種後遺症而慘遭殺害。                                                         | 17                        |          |
| 鍾倫理       | 毛博士                     | 製作治療韓濱的藥物。                                                                                 |                           |          |
| 李翰儒       | 怪手                       | 鄒若明的手下。                                                                                       | 8,11-12,20                |          |
|              | 邪猩                       | 鄒若明的手下。                                                                                       | 8,11-12,20                |          |
|              | 巨炮                       | 鄒若明的手下。                                                                                       | 8,11-12,15,20             |          |

### 第二季

#### 主要演員
| 演員   | 角色   | 介紹                                                                                     | 登場集數 | 武功等级   |
| 李宗霖 | 林逸   | 國際特工，現為松山大學學生，校花楚夢瑤的貼身保鑣                                         | 全劇     | 玄阶(巔峰) |
| 黃一琳 | 楚夢瑤 | 楚鵬展獨生女，松山大學第一校花，一度與唐韻遭到趙奇兵和安建文綁架，後被林逸解救，有公主病 | 全劇     |            |
| 王姿允 | 唐韻   | 松山大學的平民校花，因聽到林逸出事而從美國搭機回國                                       |          |            |
| 黃心娣 | 宋凌珊 | 松山市特警隊副隊長，喜歡楊懷軍                                                           |          | 估計玄階   |
| 熊玉婷 | 陳雨舒 | 陳家大小姐，松山大學校花之一                                                             |          |            |

#### 其他演員
| 演員   | 角色             | 介紹                                                                                         | 登場集數 | 武功等级        |
| 张鑫   | 郁小可           | 尋寶高手，但十分貪財                                                                         |          |                 |
| 李墨之 | 冰糖             | 在軒轅古墓中的少女，稱擁有軒轅御龍訣的林逸為「少主人」，後在軒轅古墓倒塌後，正式跟在林逸身邊 |          | 地階以上        |
| 張亦聰 | 安建文           | 楚夢瑤的青梅竹馬，紐斯大學交換生，因父親的死而對楚鵬展心懷怨恨                               |          | 估計玄階        |
| 付樂瑩 | 楊七七           | 松山大學學生，神秘殺手，安建文的女友，在勸告安建文收手不成而遭他滅口                         |          | 玄阶            |
| 采采   | 秦無雙           | 與韓濱同為生物系的學生，多次暗中拯救韓濱，最後因背叛趙奇兵而遭到殺害                         |          | 玄阶            |
| 柴浩偉 | 司徒煚           | 松山四大惡少之一，馮笑笑的男友，為了進入軒轅古墓服用禁藥，後因禁藥的副作用而昏迷             |          | 黄阶→玄阶(禁藥) |
| 汪寅浩 | 趙奇兵           | 李吡花的幕後老闆，趙氏集團的少爺，安建文的合作對象，最後遭到安建文殺害                       |          |                 |
| 亞里   | 焦牙子           | 玉佩空間守護者，在與趙奇兵大戰時幫助林逸昇至玄階後期巔峰                                     |          |                 |
| 陳薇   | 孫靜怡           | 「魅色酒吧」的老闆娘，松山市百曉生，多次給予林逸幫助                                         |          |                 |
| 米紫安 | 馮笑笑           | 松山大學學生，松山四大惡少之一，後因火靈聖果精華露的幫助下恢復健康                           |          |                 |
| 劉克勉 | 馮天龍           | 神秘調查局局長，馮笑笑的父親                                                                 |          |                 |
| 王道南 | 楚鵬展           | 鵬展集團董事長，遭趙奇兵和安建文利用李吡花的屍體破壞鵬展集團的土地開幕典禮                   |          |                 |
| 向遨宇 | 韓濱             | 松山大學生物系學生，喜歡上同系的學姐秦無雙，後因為她的死而落淚                               |          |                 |
| 陳雅麗 | 雨凝             | 林逸的初戀，喜歡林逸                                                                         |          | 玄阶            |
| 林志儒 | 林東方           | 林逸的師叔，讓韓濱再次回到松山市協助林逸                                                     |          | 地阶以上        |
| 吳爍   | 鍾品亮           | 松山大學學生，松山四大惡少之一，曾遭到趙奇兵用藥變成屍人                                     |          |                 |
| 楊宇鹏 | 高小福           | 鍾品亮的跟班，曾遭到趙奇兵用藥變成屍人                                                       |          |                 |
| 韓嘯   | 張乃炮           | 鍾品亮的跟班，曾遭到趙奇兵用藥變成屍人                                                       |          |                 |
| 徐慶   | 康曉波           | 林逸的跟班                                                                                   |          |                 |
| 張琦   | 特警A            |                                                                                              |          |                 |
| 仲占杰 | 特警B（調查員A） |                                                                                              |          |                 |

### 第三季

#### 主要演員
| 演員   | 角色   | 介紹                                                                                         | 登場集數 | 武功等级   |
| 李宗霖 | 林逸   | 楚夢瑤的貼身保鑣，最後因受到世家秘笈的反噬而重傷昏迷，被林東方帶去雪山療養                   | 全劇     | 地阶(巔峰) |
| 黃一琳 | 楚夢瑤 | 林逸保護的對象，松山大學第一校花，意外地被檢驗出體內含有暗鳳血脈                             | 全劇     |            |
| 陳雅麗 | 雨凝   | 林逸的初戀，安建文的合作對象，奪取世家秘笈的目的在於解除雨家的詛咒，後因世家秘笈之故消失不見 | 全劇     | 玄階       |
| 熊玉婷 | 陳雨舒 | 楚夢瑤的好友，松山大學的校花之一                                                             | 全劇     |            |
| 王姿允 | 唐韻   | 松山大學的平民校花，喜歡林逸                                                                 | 3、4     |            |
| 黃心娣 | 宋凌珊 | 松山市特警隊副隊長                                                                           | 1-5      | 估計玄階   |

#### 其他演員
| 演員   | 角色             | 介紹 | 登場集數 | 武功等级        |
| 张鑫   | 郁小可           | 尋寶高手，但十分貪財，將林逸與司徒煚還有韓濱三人之間腦補成有曖昧關係                                                             | 1.2      |                 |
| 李墨之 | 冰糖             | 在軒轅古墓中的少女，稱擁有軒轅御龍訣的林逸為「少主人」                                                                           | 4        | 地階以上        |
| 張亦聰 | 安建文           | 楚夢瑤的青梅竹馬，在與趙奇兵合作的屍人計畫失敗後，轉向奪取世家秘笈，最後被自己所使用的炸彈炸死                                   | 1-9      | 估計玄階        |
| 柴浩偉 | 司徒煚           | 松山大學學生，松山四大惡少之一，林逸的好友，因吞下禁藥昏迷，後在楚夢瑤的暗鳳之血和林逸施展八卦蛟龍下甦醒，因妹妹的死而不諒解韓濱 | 1-3      | 黄阶→玄阶(禁藥) |
| 亞里   | 焦牙子           | 玉佩空間守護者 | 2        |                 |
| 陳薇   | 孫靜怡           | 「魅色酒吧」的老闆娘，松山市百曉生                                                                                               |          |                 |
| 王道南 | 楚鵬展           | 鵬展集團董事長 |          |                 |
| 劉克勉 | 馮天龍           | 神秘調查局局長，馮笑笑的父親 | 2        |                 |
| 向遨宇 | 韓濱             | 林逸的好友，在經歷過多次事件後，選擇離開松山市到處旅行散心                                                                       | 1-2      |                 |
| 米紫安 | 馮笑笑           | 松山大學學生，松山四大惡少之一                                                                                                   | 1-2      |                 |
| 林志儒 | 林東方           | 林逸的師叔，被林逸請出山幫助開啟陣法                                                                                             | 12       | 地阶以上        |
| 吳爍   | 鍾品亮           | 松山大學學生，松山四大惡少之一。                                                                                                 |          |                 |
| 楊宇鹏 | 高小福           | 鍾品亮的跟班 |          |                 |
| 韓嘯   | 張乃炮           | 鍾品亮的跟班 |          |                 |
| 徐慶   | 康曉波           | 林逸的跟班 |          |                 |
| 張琦   | 特警A            | |          |                 |
| 仲占杰 | 特警B（調查員A） | |          |                 |

### 第四季

#### 主要演員
| 演員   | 角色   | 介紹 | 登場集數     | 武功等级                                       |
| 李宗霖 | 林逸   | 楚夢瑤的貼身保鑣，天階島的傳人，也是劉磊的後人，意外地發現自己身上擁有木系精華，後在林東方的幫助下成功地練成「奪天造化戰訣」心法晉升成為天階高手。最後打倒李博亮返回天階島拯救家園。 | 全劇         | 地階（巔峰狀態） → （中間因救人而掉階） → 天階 |
| 黃一琳 | 楚夢瑤 | 松山大學的校花，因身體能量被李博亮激發而成為暗鳳傳人，意外地發現其身上擁有火系精華                                                                                                   | 全劇         |                                                |
| 熊玉婷 | 陳雨舒 | 楚夢瑤的好友兼閨蜜，松山大學的校花之一 | 全劇         |                                                |
| 王姿允 | 唐韻   | 松山大學的平民校花，喜歡林逸，後遭李博亮襲擊帶走，意外地發現其身上擁有土系精華，曾被李博亮利用而學會「女媧補天訣」心法                                                               | 1-3、6-12    |                                                |
| 黃心娣 | 宋凌珊 | 原松山市特警隊副隊長，現為神秘調查局副局長，後因馮天龍辭職退位下成為神秘調查局局長                                                                                                   | 1-3、5-9、12 | 估計玄階                                       |

#### 其他演員
| 演員   | 角色             | 介紹 | 登場集數       | 武功等级 |
| 张鑫   | 郁小可           | 十分貪財，意外地發現其身上擁有金系精華                                                                                                 | 3-8、10-12     |          |
| 李墨之 | 冰糖             | 稱林逸為少主人的少女，因古墓倒塌而跟隨著林逸，意外地發現其身上擁有水系精華                                                             | 全劇           | 地階以上 |
| 陳雅麗 | 雨凝             | 林逸的初戀，曾因意外之下傳送至天階島，如今返回松山市，但因時空混亂之故，身體急速老化而無法負荷，現暫時沉睡在冰棺靜養                   | 5-8、12        |          |
| 鄭棠元 | 李博亮           | 天地間最強的生化人，控制了天階島，多次地變化孫靜怡跟唐韻實行陰謀及阻礙林逸返回天階島，在死前透過自身力量毀掉通往天階島的傳送門         | 1-2、4-6、8-12 |          |
| 柴浩偉 | 司徒煚           | 松山四大惡少之一，馮笑笑的男友，後因與李博亮對戰不敵而亡                                                                               | 1-6、8         |          |
| 亞里   | 焦牙子           | 玉佩空間守護者，似乎記憶忽好忽壞，最後成為通往天階島的時空通道管理者                                                                   | 1-5、8-10、12  |          |
| 陳薇   | 孫靜怡           | 「魅色酒吧」的老板娘，冰糖的師姐，曾遭李博亮襲擊並變化成她欺騙唐韻                                                                     | 3-11           |          |
| 劉克勉 | 馮天龍           | 神秘調查局局長，馮笑笑的父親，一度因為時空問題引響了松山市而遭免職，後在林逸的幫助下復職，最後因女兒馮笑笑的死心灰意冷地離開神秘調查局 | 1-2、9-12      |          |
| 王道南 | 楚鵬展           | 鵬展集團董事長 |                |          |
| 米紫安 | 馮笑笑           | 松山四大惡少之一，因男友司徒煚死在李博亮之手而發誓要為他報仇，最後被李博亮殺害                                                         | 1-6、8-11      |          |
| 向遨宇 | 韓濱             | |                |          |
| 林志儒 | 林東方           | 林逸的師叔，後告知林逸身世 | 10-12          | 地階以上 |
|        | 刘磊             | 林逸的爷爷 | 1              | 未知     |
|        | 刘叶子           | 林逸的父亲 |                |          |
| 吳爍   | 鍾品亮           | 四大惡少的三少，喜歡夢瑤 | 1、5-6、8      |          |
| 韓嘯   | 張乃炮           | 鍾品亮的跟班 | 1、5-6、8      |          |
| 楊宇鹏 | 高小福           | 鍾品亮的跟班 | 1、5-6、8      |          |
| 徐慶   | 康曉波           | | 1              |          |
| 張琦   | 特警A            | |                |          |
| 仲占杰 | 特警B（調查員A） | |                |          |

## 電視劇歌曲
| 曲別                  | 歌名           | 演唱者   | 作詞                               | 作曲                       |
| 片頭曲（第一季）      | 貼身           | SpeXial  | 黃柏勳、Huo Ning Chang、Jerry Feng | 黃柏勳、 戴陽              |
| 片尾曲（第一季）      | 我好寂寞       | A'N'D    | 赤世代-脩                          | 赤世代-脩                  |
| 片頭曲（第二 - 四季） | Mad Man Killer | 吉克隽逸 | 代岳东                             | Mr. Fantastic （神奇先生） |
| 片尾曲（第二 - 四季） | 陪你飞         | 吴思贤   | 马嵩惟                             | 张简君伟                   |

## 外部
- 校花的貼身高手的新浪微博
- 校花的貼身高手官方專頁 （页面存档备份，存于）